# Обрушение гостиницы New World
Обрушение гостиницы «New World» (англ. Collapse of the Hotel New World, кит. 新世界酒店倒塌事件, малайск. Runtuhan Hotel New World, там. நியூ வர்ல்டு சம்பவம்) — техногенная катастрофа, произошедшая 15 марта 1986 года в Сингапуре и ставшая крупнейшей в истории Сингапура катастрофой с момента катастрофы танкера «Спирос» 12 октября 1978 года. Шестиэтажное здание, находившееся на пересечении улиц Серангун-Роуд и Оуэн-Роуд, мгновенно рухнуло, завалив обломками 50 человек. 33 человека погибло, 17 человек были спасены.

## Предыстория
Здание под названием «Лянь Як» (англ. Lian Yak Building, кит. 联益大厦) было построено в 1971 году и включало в себя шесть магазинов и подземный гараж.
- Верхние три этажа занимала гостиница «New Serangoon», переименованная в 1984 году в «New World» (кит. 新世界酒店)[5].
- Ночной клуб «Universal Neptune Nite-Club» (кит. 貴夫人廳夜總會) и рестораны находились на втором этаже здания[1][6].
- На первом этаже находились филиалы Индустриального и коммерческого банка (англ. Industrial and Commercial Bank, кит. 工商銀行), объединённого ныне с United Overseas Bank.

До момента катастрофы специалистами было зафиксировано только одно происшествие: утечка угарного газа, которая привела ко взрыву 30 августа 1975 года.

## Разрушение
Здание обрушилось 15 марта 1986 года в 11:25 по местному времени менее чем за минуту, не оставляя шансов выбраться тем, кто находился внутри здания в момент обрушения. Свидетели сообщали, что слышали взрыв перед обрушением, но полиция исключила версию теракта; позднее опровергли версию и об утечке газа. Катастрофа потрясла всю страну, в том числе и премьер-министра Ли Куан Ю, который заявил, что разрушение здания было беспрецедентным событием.

### Жертвы
Первоначально сообщалось, что под завалами находятся более 300 человек. Позднее эта цифра сократилась до 100 человек, которые числились пропавшими без вести, а затем и до 60 человек (в том числе 26 сотрудников гостиницы и 16 сотрудников банка). 22 марта 1986 года в официальном отчёте было объявлено, что в момент обрушения в здании находились 50 человек. Погибло 33 человека.

### Операция по спасению
Спасением оказавшихся под завалами занялись добровольцы, к которым примкнули сотрудники Пожарной службы Сингапура, полиции, полицейского спецназа и армии. Центром спасательной операции стало здание Eagle Piano Company, находившееся рядом. Операция была достаточно сложной, поскольку выжившие находились под огромной грудой камней, которые приходилось просверливать.
Звуковые датчики фиксировали звуки и крики выживших, находившихся под завалами. В течение первых 12 часов удалось спасти 9 человек. Подполковник медицинской службы Лим Менг Кин вместе с ещё несколькими офицерами медицинской службы и двумя врачами Министерства здравоохранения сам пробирался сквозь завалы, пытаясь оказать посильную медицинскую помощь пострадавшим и вводя им внутривенно глюкозу и изотонические растворы. В операции по спасению участвовали британские, ирландские и японские строители тоннелей для сингапурского метро, среди которых прессой упоминались Томас Галлахер, Томас Мюллери, Патрик Галлахер, Майкл Прендергаст, Майкл Скотт и Тан Чжин Тонг. Они предположили, что использование машин для разбора завалов может стать фатальным и привести к обрушению руин здания, которые раздавят выживших. Спасатели вырыли четыре тоннеля под завалами и смогли спасти ещё 8 человек. За эти действия строителей, участвовавших в спасательной операции, наградило правительство Сингапура; Томас Мюллери был представлен к Ордену Британской империи, но отказался от своей награды, поскольку посчитал несправедливым то, что других спасателей к этой награде не представили.
Операция заняла 5 дней. Спасти удалось 17 человек: последней достали 30-летнюю Чуа Ким Чу 18 марта 1986 года, которая спаслась от серьёзных последствий катастрофы, спрятавшись под стол. Но 33 человека погибли.

## Причины катастрофы

### Расследование
В ходе расследования были проверены несколько гипотез, одной из первых стала гипотеза о применении дефектных материалов. Строители испытали несколько образцов бетона, взятых с места катастрофы — с тех частей конструкции гостиницы, которые не были разрушены 15 марта. Но экспертиза показала, что все образцы соответствуют строительным стандартам в Сингапуре, а следовательно, некачественный бетон не мог быть причиной обрушения. Рассматривалась версия и о том, что строящаяся британцами ветка метрополитена могла как-то повлиять на здание и привести к его обрушению, однако метро строилось на расстоянии около 100 м от здания, а это было слишком далеко для оказания какого-то серьёзного влияния на всю конструкцию.
После этого следствие стало изучать чертежи здания и искать какие-либо ошибки в конструкции. Выяснилось, что на крыше здания были установлены системы кондиционирования, в здании банка был установлен большой сейф, а здание снаружи было облицовано керамической плиткой, что серьёзно повышало общий вес здания. Однако вычисления показали, что вес этих конструкций не влиял ни на что. Только дальнейшие исследования чертежей позволили совершить следствию открытие: проектировщики здания неправильно вычислили структурную нагрузку здания. Инженер вычислил временную нагрузку здания (вес всех людей, которые могут находиться в здании, мебели, оборудования и т.д.), но не учёл собственный вес здания. Вследствие этого гостиница физически не могла выдержать свой собственный вес, и разрушение было только вопросом времени: из-за ошибки в расчётах в бетонных конструкциях гостиницы возникали микротрещины, расширявшиеся ежедневно.
За день до катастрофы в ночном клубе на втором этаже несколько человек заметили трещины в двух колоннах, однако рабочие заявили, что опасности обрушения нет, и быстро заделали трещины в колоннах. Утром 15 марта, за несколько часов до обрушения, трещины были найдены и на третьей из 26 колонн в подземном гараже, а очевидцы заметили, что с потолка сыпалась штукатурка. Усилия рабочих по заделыванию трещин оказались попросту бесполезными. Как позднее выяснилось в расследовании телеканала New Asia, возведением здания «Лиан Як» занимался неквалифицированный чертёжник, а не профессиональный инженер-строитель, и именно этот чертёжник неправильно вычислил нагрузку здания, которую могли бы выдержать стены и колонны. Обвиняемый чертёжник отвергал обвинения и утверждал, что проект здания составлял не он, а владелец здания Хонг Лим (также погибший в катастрофе): ему же вменялось и решение о закупке низкокачественных материалов для снижения стоимости строительства.

### Последствия
Три британца, один ирландец и один сингапурец 27 апреля 1986 года получили государственные награды от Правительства Сингапура за помощь в спасательной операции по извлечению людей из-под завалов здания. 29 апреля 1986 года руководство SMRT Corporation было приглашено на банкет правительством Сингапура как участники спасательной операции; на банкете присутствовал также министр по коммуникациям и информации Йо Нин Хонг.
Главным последствием случившегося стала череда перепроверок всех зданий Сингапура, выстроенных в 1970-е годы. Ряд из них были объявлены небезопасными, а в их чертежах были найдены ошибки. В число попавших в категорию аварийных зданий оказался и младший колледж Хва Чонг, весь персонал которого был эвакуирован. Правительство ужесточило требования к строительству зданий, и отныне аккредитованные эксперты обязаны были перепроверять все чертежи и вычисления. Силы гражданской обороны Сингапура стали проходить усиленную подготовку на случай проведения комплексных спасательных операций.
Руины здания были снесены, а 28 марта 1991 года началось строительство гостиницы «Fortuna» с 85 номерами, которую открыли в 1994 году.

## Влияние на культуру
- В июле 1986 года автор-исполнитель Кельвин Тан[англ.] отправил в журнал BigO кассету Nothing on the Radio с песней «Seen the End». Автор провёл две ночи на месте разрушенной гостиницы «New World»[17].
- В 1990 году на телеканале SBC 8[англ.] вышел телесериал на китайском «Конечная черта» (кит. 出人头地, англ. Finishing Line), в одной из серии которого восстанавливались события 15 марта 1986 года.
- 25 сентября 2003 года на телеканале MediaCorp Channel 5[англ.] вышла 1-я серия 2-го сезона телесериала «Истинная отвага» (англ. True Courage), посвящённая обрушению гостиницы. Версия на китайском показывалась на телеканале MediaCorps Channel 8.
- Расследованию обрушения посвящена серия «Обрушение гостиницы в Сингапуре» документального сериала «Секунды до катастрофы», вышедшая 27 сентября 2005 года в рамках 2-го сезона на National Geographic Channel. В серии при помощи компьютерной графики было воссоздано разрушение гостиницы, но за фон была взята территория на углу Кампон-Капор-роуд у дома 88 по улице Сайд-Алви-роуд. В Сингапуре серию показали 16 сентября 2007 на телеканале StarHub TV.
- В феврале 2015 года телесериал «Дни катастроф» (англ. Days of Disasters) выпустил серию «Hotel New World Collapse», посвящённую обрушению гостиницы[18].
- Обрушение упоминается и в драматическом фильме «Путешествие: Наша родина[англ.]».